# Львиный дворик

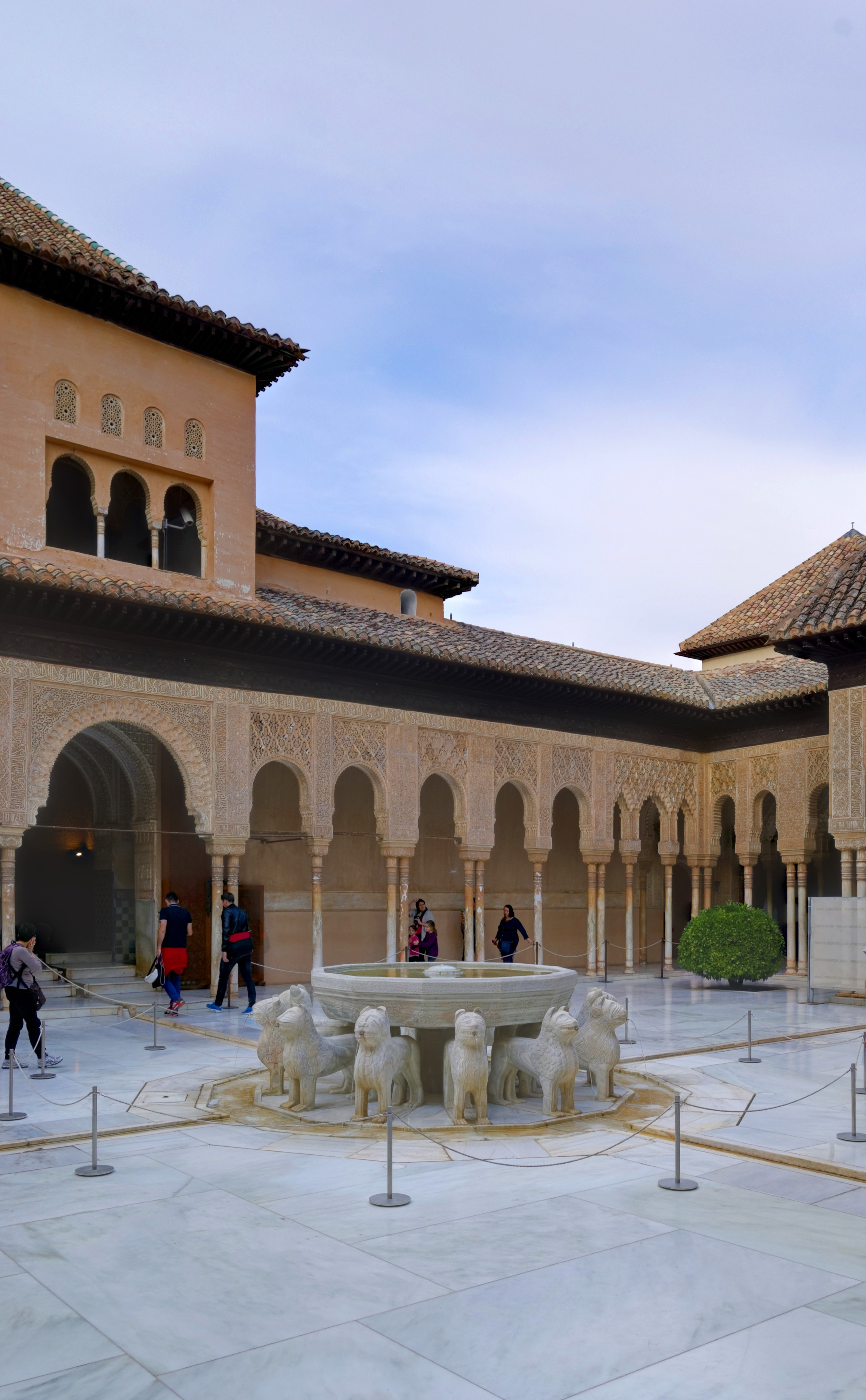
Архитектура дворика подчёркивает игру солнечных пятен, динамичных, подобно конструкции колоннады.

Львиный дворик (исп. Patio de los Leones) — знаменитый двор посредине Львиного дворца династии Насридов в составе резиденции Альгамбра. Открылся для посещения публики после 10 лет реставрации в июле 2012 года.

## Название
Львиный дворик получил своё название из-за фонтана состоящего из двух бассейнов разных размеров и большой чаши, которую поддерживают 12 львов. Эти архаичные изваяния были принесены сюда из старого дворца в Альбайсине. Львы изваяны из особенного полудрагоценного мрамора и расставлены, как лучи звезды. Число львов не случайно. Согласно легенде, 12 львов поддерживали трон царя Соломона. Об этом султану Мухаммеду аль-Гани рассказал его визирь ибн-Нагрелла. Он же и посоветовал султану украсить фонтан фигурами львов. Однако исследователи относят эту историю к легендам, так как львы у фонтана появились якобы только в XVI веке — уже после падения Гранады.

## План двора
По своей структуре Львиный дворик относится к типу мусульманского парка «чор-бак», что в переводе означает «четыре сада». Принцип его построения в следующем: прямоугольное помещение разделяется на четыре равные части двумя каналами, протянутыми по диагонали. На пересечении их располагается фонтан с скульптурами львов. Изо рта каждой скульптуры струя воды бьет прямо в окружающий фонтан канал, вода в который поступает из четырёх водоемов под каменным полом зала.
Ажурные аркады Львиного дворика опираются на 124 мраморные колонны, гладкие стволы которых являются основным элементом декора. Размер двора составляет 28×16 м. Благодаря сложности оформления участок кажется просторнее. Колонны повторяют ритм узора покрывающего всю поверхность двора. Павильоны украшены сталактитами, выполненными из дерева. Важную роль в композиции играет высокая кровля из черепицы, исполненная в грубоватой манере, что подчеркивает элегантность оформления аркады. С западной и с восточной стороны возведены две беседки, откуда открывается прекрасный вид на львов, чьи «пасти извергают струи воды»